# Lista di asteroidi (199001-200000)
Di seguito una lista di asteroidi dal numero 199001 al 200000 con data di scoperta e scopritore.

## 199001-199100
| Nome     | Designazione provvisoria | Data di scoperta | Scopritore          |
| -------- | ------------------------ | ---------------- | ------------------- |
| 199001 - | 2005 WM51                | 25 novembre 2005 | Spacewatch          |
| 199002 - | 2005 WO55                | 28 novembre 2005 | Healy, D.           |
| 199003 - | 2005 WJ56                | 29 novembre 2005 | LINEAR              |
| 199004 - | 2005 WM66                | 22 novembre 2005 | Spacewatch          |
| 199005 - | 2005 WH67                | 22 novembre 2005 | Spacewatch          |
| 199006 - | 2005 WY68                | 25 novembre 2005 | Mount Lemmon Survey |
| 199007 - | 2005 WH70                | 26 novembre 2005 | Mount Lemmon Survey |
| 199008 - | 2005 WP72                | 25 novembre 2005 | Spacewatch          |
| 199009 - | 2005 WU73                | 26 novembre 2005 | Mount Lemmon Survey |
| 199010 - | 2005 WK80                | 25 novembre 2005 | Mount Lemmon Survey |
| 199011 - | 2005 WZ86                | 28 novembre 2005 | Mount Lemmon Survey |
| 199012 - | 2005 WS87                | 28 novembre 2005 | Mount Lemmon Survey |
| 199013 - | 2005 WJ89                | 25 novembre 2005 | Mount Lemmon Survey |
| 199014 - | 2005 WS89                | 26 novembre 2005 | CSS                 |
| 199015 - | 2005 WF91                | 28 novembre 2005 | CSS                 |
| 199016 - | 2005 WF92                | 25 novembre 2005 | Mount Lemmon Survey |
| 199017 - | 2005 WS93                | 25 novembre 2005 | Mount Lemmon Survey |
| 199018 - | 2005 WB94                | 26 novembre 2005 | Spacewatch          |
| 199019 - | 2005 WG95                | 26 novembre 2005 | Spacewatch          |
| 199020 - | 2005 WA98                | 26 novembre 2005 | Spacewatch          |
| 199021 - | 2005 WB98                | 26 novembre 2005 | Spacewatch          |
| 199022 - | 2005 WD99                | 28 novembre 2005 | Mount Lemmon Survey |
| 199023 - | 2005 WR101               | 29 novembre 2005 | LINEAR              |
| 199024 - | 2005 WZ103               | 28 novembre 2005 | CSS                 |
| 199025 - | 2005 WO104               | 28 novembre 2005 | CSS                 |
| 199026 - | 2005 WC105               | 29 novembre 2005 | CSS                 |
| 199027 - | 2005 WZ116               | 30 novembre 2005 | LINEAR              |
| 199028 - | 2005 WT117               | 28 novembre 2005 | LINEAR              |
| 199029 - | 2005 WX118               | 25 novembre 2005 | Mount Lemmon Survey |
| 199030 - | 2005 WQ135               | 25 novembre 2005 | Mount Lemmon Survey |
| 199031 - | 2005 WX136               | 26 novembre 2005 | Mount Lemmon Survey |
| 199032 - | 2005 WT138               | 26 novembre 2005 | Mount Lemmon Survey |
| 199033 - | 2005 WU139               | 26 novembre 2005 | Mount Lemmon Survey |
| 199034 - | 2005 WU141               | 28 novembre 2005 | Mount Lemmon Survey |
| 199035 - | 2005 WC143               | 30 novembre 2005 | Spacewatch          |
| 199036 - | 2005 WY148               | 28 novembre 2005 | Spacewatch          |
| 199037 - | 2005 WB149               | 28 novembre 2005 | Spacewatch          |
| 199038 - | 2005 WC151               | 28 novembre 2005 | LINEAR              |
| 199039 - | 2005 WL154               | 29 novembre 2005 | Spacewatch          |
| 199040 - | 2005 WS154               | 29 novembre 2005 | Spacewatch          |
| 199041 - | 2005 WY156               | 30 novembre 2005 | Spacewatch          |
| 199042 - | 2005 WB157               | 22 novembre 2005 | Spacewatch          |
| 199043 - | 2005 WH157               | 25 novembre 2005 | CSS                 |
| 199044 - | 2005 WU157               | 25 novembre 2005 | Mount Lemmon Survey |
| 199045 - | 2005 WA158               | 26 novembre 2005 | Mount Lemmon Survey |
| 199046 - | 2005 WU158               | 29 novembre 2005 | LINEAR              |
| 199047 - | 2005 WB167               | 30 novembre 2005 | Spacewatch          |
| 199048 - | 2005 WX174               | 30 novembre 2005 | Spacewatch          |
| 199049 - | 2005 WN178               | 30 novembre 2005 | Spacewatch          |
| 199050 - | 2005 WS185               | 30 novembre 2005 | LINEAR              |
| 199051 - | 2005 WF188               | 30 novembre 2005 | Spacewatch          |
| 199052 - | 2005 WO188               | 30 novembre 2005 | Spacewatch          |
| 199053 - | 2005 WA195               | 30 novembre 2005 | LINEAR              |
| 199054 - | 2005 WB195               | 30 novembre 2005 | LINEAR              |
| 199055 - | 2005 WU195               | 25 novembre 2005 | Mount Lemmon Survey |
| 199056 - | 2005 WQ204               | 25 novembre 2005 | Mount Lemmon Survey |
| 199057 - | 2005 XT1                 | 4 dicembre 2005  | LINEAR              |
| 199058 - | 2005 XC5                 | 5 dicembre 2005  | Goodricke-Pigott    |
| 199059 - | 2005 XP6                 | 2 dicembre 2005  | Mount Lemmon Survey |
| 199060 - | 2005 XR7                 | 4 dicembre 2005  | LINEAR              |
| 199061 - | 2005 XE13                | 1 dicembre 2005  | Spacewatch          |
| 199062 - | 2005 XD15                | 1 dicembre 2005  | Spacewatch          |
| 199063 - | 2005 XE16                | 1 dicembre 2005  | Spacewatch          |
| 199064 - | 2005 XP16                | 1 dicembre 2005  | Spacewatch          |
| 199065 - | 2005 XY19                | 2 dicembre 2005  | Spacewatch          |
| 199066 - | 2005 XA22                | 2 dicembre 2005  | LINEAR              |
| 199067 - | 2005 XO32                | 4 dicembre 2005  | Spacewatch          |
| 199068 - | 2005 XM40                | 5 dicembre 2005  | Mount Lemmon Survey |
| 199069 - | 2005 XN41                | 7 dicembre 2005  | LINEAR              |
| 199070 - | 2005 XX45                | 2 dicembre 2005  | Spacewatch          |
| 199071 - | 2005 XJ51                | 2 dicembre 2005  | Spacewatch          |
| 199072 - | 2005 XR56                | 5 dicembre 2005  | Mount Lemmon Survey |
| 199073 - | 2005 XV57                | 1 dicembre 2005  | Spacewatch          |
| 199074 - | 2005 XQ63                | 5 dicembre 2005  | Mount Lemmon Survey |
| 199075 - | 2005 XS65                | 5 dicembre 2005  | LINEAR              |
| 199076 - | 2005 XX65                | 7 dicembre 2005  | LINEAR              |
| 199077 - | 2005 XA68                | 5 dicembre 2005  | Spacewatch          |
| 199078 - | 2005 XB74                | 6 dicembre 2005  | Spacewatch          |
| 199079 - | 2005 XS77                | 9 dicembre 2005  | LINEAR              |
| 199080 - | 2005 XC78                | 2 dicembre 2005  | Mount Lemmon Survey |
| 199081 - | 2005 XP79                | 4 dicembre 2005  | Spacewatch          |
| 199082 - | 2005 XM82                | 10 dicembre 2005 | Spacewatch          |
| 199083 - | 2005 XY91                | 4 dicembre 2005  | CSS                 |
| 199084 - | 2005 XN104               | 1 dicembre 2005  | Buie, M. W.         |
| 199085 - | 2005 XO104               | 1 dicembre 2005  | Buie, M. W.         |
| 199086 - | 2005 XS114               | 5 dicembre 2005  | Mount Lemmon Survey |
| 199087 - | 2005 XF115               | 1 dicembre 2005  | Spacewatch          |
| 199088 - | 2005 XX116               | 4 dicembre 2005  | Spacewatch          |
| 199089 - | 2005 YC7                 | 21 dicembre 2005 | CSS                 |
| 199090 - | 2005 YO7                 | 22 dicembre 2005 | Spacewatch          |
| 199091 - | 2005 YF10                | 21 dicembre 2005 | Spacewatch          |
| 199092 - | 2005 YZ11                | 21 dicembre 2005 | Spacewatch          |
| 199093 - | 2005 YX17                | 23 dicembre 2005 | Spacewatch          |
| 199094 - | 2005 YD22                | 24 dicembre 2005 | Spacewatch          |
| 199095 - | 2005 YO23                | 24 dicembre 2005 | Spacewatch          |
| 199096 - | 2005 YF24                | 24 dicembre 2005 | Spacewatch          |
| 199097 - | 2005 YU27                | 22 dicembre 2005 | Spacewatch          |
| 199098 - | 2005 YN28                | 22 dicembre 2005 | Spacewatch          |
| 199099 - | 2005 YH31                | 22 dicembre 2005 | Spacewatch          |
| 199100 - | 2005 YL31                | 22 dicembre 2005 | Spacewatch          |

## 199101-199200
| Nome                 | Designazione provvisoria | Data di scoperta | Scopritore          |
| -------------------- | ------------------------ | ---------------- | ------------------- |
| 199101 -             | 2005 YR31                | 22 dicembre 2005 | Spacewatch          |
| 199102 -             | 2005 YO34                | 24 dicembre 2005 | Spacewatch          |
| 199103 -             | 2005 YY35                | 25 dicembre 2005 | Spacewatch          |
| 199104 -             | 2005 YF43                | 24 dicembre 2005 | Spacewatch          |
| 199105 -             | 2005 YM43                | 24 dicembre 2005 | Spacewatch          |
| 199106 -             | 2005 YP46                | 25 dicembre 2005 | Spacewatch          |
| 199107 -             | 2005 YH47                | 25 dicembre 2005 | Spacewatch          |
| 199108 -             | 2005 YO47                | 26 dicembre 2005 | Spacewatch          |
| 199109 -             | 2005 YJ48                | 22 dicembre 2005 | Spacewatch          |
| 199110 -             | 2005 YJ49                | 22 dicembre 2005 | Spacewatch          |
| 199111 -             | 2005 YN49                | 22 dicembre 2005 | Spacewatch          |
| 199112 -             | 2005 YN50                | 25 dicembre 2005 | Spacewatch          |
| 199113 -             | 2005 YO56                | 22 dicembre 2005 | Spacewatch          |
| 199114 -             | 2005 YG58                | 24 dicembre 2005 | Spacewatch          |
| 199115 -             | 2005 YV60                | 23 dicembre 2005 | Spacewatch          |
| 199116 -             | 2005 YZ60                | 23 dicembre 2005 | Spacewatch          |
| 199117 -             | 2005 YC67                | 26 dicembre 2005 | Spacewatch          |
| 199118 -             | 2005 YV75                | 24 dicembre 2005 | Spacewatch          |
| 199119 -             | 2005 YF77                | 24 dicembre 2005 | Spacewatch          |
| 199120 -             | 2005 YX78                | 24 dicembre 2005 | Spacewatch          |
| 199121 -             | 2005 YG82                | 24 dicembre 2005 | Spacewatch          |
| 199122 -             | 2005 YT82                | 24 dicembre 2005 | Spacewatch          |
| 199123 -             | 2005 YW83                | 24 dicembre 2005 | Spacewatch          |
| 199124 -             | 2005 YQ90                | 26 dicembre 2005 | Mount Lemmon Survey |
| 199125 -             | 2005 YJ92                | 27 dicembre 2005 | Mount Lemmon Survey |
| 199126 -             | 2005 YA94                | 26 dicembre 2005 | CSS                 |
| 199127 -             | 2005 YF94                | 26 dicembre 2005 | CSS                 |
| 199128 -             | 2005 YG94                | 27 dicembre 2005 | CSS                 |
| 199129 -             | 2005 YN94                | 21 dicembre 2005 | Spacewatch          |
| 199130 -             | 2005 YJ95                | 25 dicembre 2005 | Spacewatch          |
| 199131 -             | 2005 YC96                | 25 dicembre 2005 | Spacewatch          |
| 199132 -             | 2005 YO96                | 26 dicembre 2005 | Spacewatch          |
| 199133 -             | 2005 YT98                | 26 dicembre 2005 | Spacewatch          |
| 199134 -             | 2005 YN100               | 22 dicembre 2005 | Spacewatch          |
| 199135 -             | 2005 YE107               | 25 dicembre 2005 | Mount Lemmon Survey |
| 199136 -             | 2005 YU107               | 25 dicembre 2005 | Spacewatch          |
| 199137 -             | 2005 YN108               | 25 dicembre 2005 | Spacewatch          |
| 199138 -             | 2005 YX112               | 25 dicembre 2005 | Mount Lemmon Survey |
| 199139 -             | 2005 YN116               | 25 dicembre 2005 | Spacewatch          |
| 199140 -             | 2005 YA117               | 25 dicembre 2005 | Spacewatch          |
| 199141 -             | 2005 YJ121               | 28 dicembre 2005 | Mount Lemmon Survey |
| 199142 -             | 2005 YB126               | 26 dicembre 2005 | Spacewatch          |
| 199143 -             | 2005 YC126               | 26 dicembre 2005 | Spacewatch          |
| 199144 -             | 2005 YL127               | 28 dicembre 2005 | NEAT                |
| 199145 -             | 2005 YY128               | 30 dicembre 2005 | Spacewatch          |
| 199146 -             | 2005 YQ136               | 26 dicembre 2005 | Spacewatch          |
| 199147 -             | 2005 YV136               | 26 dicembre 2005 | Spacewatch          |
| 199148 -             | 2005 YG143               | 28 dicembre 2005 | Mount Lemmon Survey |
| 199149 -             | 2005 YV145               | 29 dicembre 2005 | LINEAR              |
| 199150 -             | 2005 YJ150               | 25 dicembre 2005 | Spacewatch          |
| 199151 -             | 2005 YC154               | 29 dicembre 2005 | LINEAR              |
| 199152 -             | 2005 YG156               | 26 dicembre 2005 | Mount Lemmon Survey |
| 199153 -             | 2005 YP159               | 27 dicembre 2005 | Spacewatch          |
| 199154 -             | 2005 YV164               | 29 dicembre 2005 | CSS                 |
| 199155 -             | 2005 YH166               | 27 dicembre 2005 | Spacewatch          |
| 199156 -             | 2005 YL170               | 31 dicembre 2005 | Spacewatch          |
| 199157 -             | 2005 YN170               | 31 dicembre 2005 | Spacewatch          |
| 199158 -             | 2005 YG171               | 30 dicembre 2005 | LINEAR              |
| 199159 -             | 2005 YW171               | 22 dicembre 2005 | CSS                 |
| 199160 -             | 2005 YD174               | 28 dicembre 2005 | CSS                 |
| 199161 -             | 2005 YV176               | 22 dicembre 2005 | Spacewatch          |
| 199162 -             | 2005 YC178               | 22 dicembre 2005 | Spacewatch          |
| 199163 -             | 2005 YN179               | 27 dicembre 2005 | Spacewatch          |
| 199164 -             | 2005 YB180               | 27 dicembre 2005 | Spacewatch          |
| 199165 -             | 2005 YK180               | 30 dicembre 2005 | Yeung, W. K. Y.     |
| 199166 -             | 2005 YS180               | 21 dicembre 2005 | CSS                 |
| 199167 -             | 2005 YH182               | 30 dicembre 2005 | Yeung, W. K. Y.     |
| 199168 -             | 2005 YP184               | 27 dicembre 2005 | Mount Lemmon Survey |
| 199169 -             | 2005 YZ200               | 22 dicembre 2005 | Spacewatch          |
| 199170 -             | 2005 YK202               | 25 dicembre 2005 | Spacewatch          |
| 199171 -             | 2005 YD204               | 25 dicembre 2005 | Mount Lemmon Survey |
| 199172 -             | 2005 YH204               | 25 dicembre 2005 | Mount Lemmon Survey |
| 199173 -             | 2005 YU211               | 28 dicembre 2005 | CSS                 |
| 199174 -             | 2005 YR212               | 29 dicembre 2005 | LINEAR              |
| 199175 -             | 2005 YN213               | 29 dicembre 2005 | NEAT                |
| 199176 -             | 2005 YW216               | 29 dicembre 2005 | Spacewatch          |
| 199177 -             | 2005 YU219               | 30 dicembre 2005 | LINEAR              |
| 199178 -             | 2005 YY220               | 22 dicembre 2005 | CSS                 |
| 199179 -             | 2005 YD226               | 25 dicembre 2005 | Mount Lemmon Survey |
| 199180 -             | 2005 YQ227               | 25 dicembre 2005 | Spacewatch          |
| 199181 -             | 2005 YA235               | 28 dicembre 2005 | Mount Lemmon Survey |
| 199182 -             | 2005 YD246               | 30 dicembre 2005 | Spacewatch          |
| 199183 -             | 2005 YU256               | 30 dicembre 2005 | Spacewatch          |
| 199184 -             | 2005 YS263               | 25 dicembre 2005 | Spacewatch          |
| 199185 -             | 2005 YU264               | 25 dicembre 2005 | Spacewatch          |
| 199186 -             | 2005 YF267               | 24 dicembre 2005 | Spacewatch          |
| 199187 -             | 2005 YP269               | 25 dicembre 2005 | Mount Lemmon Survey |
| 199188 -             | 2005 YY269               | 26 dicembre 2005 | Mount Lemmon Survey |
| 199189 -             | 2005 YL270               | 27 dicembre 2005 | Mount Lemmon Survey |
| 199190 -             | 2005 YF273               | 30 dicembre 2005 | Spacewatch          |
| 199191 -             | 2005 YQ282               | 26 dicembre 2005 | Mount Lemmon Survey |
| 199192 -             | 2005 YK290               | 30 dicembre 2005 | Mount Lemmon Survey |
| 199193 -             | 2006 AM                  | 3 gennaio 2006   | Lowe, A.            |
| 199194 Calcatreppola | 2006 AO                  | 3 gennaio 2006   | Sposetti, S.        |
| 199195 -             | 2006 AD1                 | 2 gennaio 2006   | Mount Lemmon Survey |
| 199196 -             | 2006 AZ2                 | 4 gennaio 2006   | CSS                 |
| 199197 -             | 2006 AX3                 | 5 gennaio 2006   | Endate, K.          |
| 199198 -             | 2006 AC5                 | 2 gennaio 2006   | CSS                 |
| 199199 -             | 2006 AP5                 | 2 gennaio 2006   | CSS                 |
| 199200 -             | 2006 AE6                 | 2 gennaio 2006   | LINEAR              |

## 199201-199300
| Nome                   | Designazione provvisoria | Data di scoperta | Scopritore                 |
| ---------------------- | ------------------------ | ---------------- | -------------------------- |
| 199201 -               | 2006 AP10                | 4 gennaio 2006   | CSS                        |
| 199202 -               | 2006 AE11                | 4 gennaio 2006   | Mount Lemmon Survey        |
| 199203 -               | 2006 AZ17                | 5 gennaio 2006   | LINEAR                     |
| 199204 -               | 2006 AT18                | 5 gennaio 2006   | Spacewatch                 |
| 199205 -               | 2006 AB19                | 5 gennaio 2006   | Spacewatch                 |
| 199206 -               | 2006 AN19                | 4 gennaio 2006   | Mount Lemmon Survey        |
| 199207 -               | 2006 AB20                | 5 gennaio 2006   | CSS                        |
| 199208 -               | 2006 AX20                | 5 gennaio 2006   | CSS                        |
| 199209 -               | 2006 AR21                | 5 gennaio 2006   | CSS                        |
| 199210 -               | 2006 AS21                | 5 gennaio 2006   | CSS                        |
| 199211 -               | 2006 AW21                | 5 gennaio 2006   | CSS                        |
| 199212 -               | 2006 AH22                | 5 gennaio 2006   | CSS                        |
| 199213 -               | 2006 AK22                | 5 gennaio 2006   | CSS                        |
| 199214 -               | 2006 AY27                | 5 gennaio 2006   | Mount Lemmon Survey        |
| 199215 -               | 2006 AF29                | 6 gennaio 2006   | LONEOS                     |
| 199216 -               | 2006 AJ29                | 6 gennaio 2006   | Mount Lemmon Survey        |
| 199217 -               | 2006 AO30                | 4 gennaio 2006   | CSS                        |
| 199218 -               | 2006 AL32                | 5 gennaio 2006   | LONEOS                     |
| 199219 -               | 2006 AO37                | 4 gennaio 2006   | Spacewatch                 |
| 199220 -               | 2006 AD41                | 7 gennaio 2006   | Spacewatch                 |
| 199221 -               | 2006 AD42                | 6 gennaio 2006   | Spacewatch                 |
| 199222 -               | 2006 AR42                | 6 gennaio 2006   | Spacewatch                 |
| 199223 -               | 2006 AO43                | 6 gennaio 2006   | Mount Lemmon Survey        |
| 199224 -               | 2006 AF45                | 2 gennaio 2006   | CSS                        |
| 199225 -               | 2006 AC47                | 6 gennaio 2006   | CSS                        |
| 199226 -               | 2006 AL48                | 8 gennaio 2006   | Mount Lemmon Survey        |
| 199227 -               | 2006 AO49                | 5 gennaio 2006   | Spacewatch                 |
| 199228 -               | 2006 AN52                | 5 gennaio 2006   | LONEOS                     |
| 199229 -               | 2006 AY58                | 4 gennaio 2006   | Mount Lemmon Survey        |
| 199230 -               | 2006 AV65                | 8 gennaio 2006   | Spacewatch                 |
| 199231 -               | 2006 AB66                | 8 gennaio 2006   | Mount Lemmon Survey        |
| 199232 -               | 2006 AF68                | 5 gennaio 2006   | Mount Lemmon Survey        |
| 199233 -               | 2006 AT68                | 5 gennaio 2006   | Mount Lemmon Survey        |
| 199234 -               | 2006 AC70                | 6 gennaio 2006   | Spacewatch                 |
| 199235 -               | 2006 AU72                | 6 gennaio 2006   | Spacewatch                 |
| 199236 -               | 2006 AA73                | 7 gennaio 2006   | Mount Lemmon Survey        |
| 199237 -               | 2006 AJ74                | 5 gennaio 2006   | LONEOS                     |
| 199238 -               | 2006 AM77                | 6 gennaio 2006   | Spacewatch                 |
| 199239 -               | 2006 AQ77                | 6 gennaio 2006   | Mount Lemmon Survey        |
| 199240 -               | 2006 AW84                | 6 gennaio 2006   | LONEOS                     |
| 199241 -               | 2006 AC85                | 6 gennaio 2006   | LINEAR                     |
| 199242 -               | 2006 AK86                | 6 gennaio 2006   | CSS                        |
| 199243 -               | 2006 AO90                | 6 gennaio 2006   | Spacewatch                 |
| 199244 -               | 2006 AK91                | 7 gennaio 2006   | Spacewatch                 |
| 199245 -               | 2006 AR92                | 7 gennaio 2006   | Mount Lemmon Survey        |
| 199246 -               | 2006 AJ97                | 5 gennaio 2006   | CSS                        |
| 199247 -               | 2006 AE98                | 5 gennaio 2006   | Mount Lemmon Survey        |
| 199248 -               | 2006 AM100               | 8 gennaio 2006   | Mount Lemmon Survey        |
| 199249 -               | 2006 AZ101               | 5 gennaio 2006   | Mount Lemmon Survey        |
| 199250 -               | 2006 AE102               | 8 gennaio 2006   | Mount Lemmon Survey        |
| 199251 -               | 2006 BZ                  | 18 gennaio 2006  | NEAT                       |
| 199252 -               | 2006 BF2                 | 20 gennaio 2006  | Spacewatch                 |
| 199253 -               | 2006 BN2                 | 20 gennaio 2006  | Spacewatch                 |
| 199254 -               | 2006 BU2                 | 20 gennaio 2006  | CSS                        |
| 199255 -               | 2006 BB4                 | 21 gennaio 2006  | Spacewatch                 |
| 199256 -               | 2006 BQ5                 | 21 gennaio 2006  | Mount Lemmon Survey        |
| 199257 -               | 2006 BW9                 | 20 gennaio 2006  | Spacewatch                 |
| 199258 -               | 2006 BN11                | 20 gennaio 2006  | Spacewatch                 |
| 199259 -               | 2006 BF12                | 21 gennaio 2006  | Mount Lemmon Survey        |
| 199260 -               | 2006 BJ12                | 21 gennaio 2006  | LONEOS                     |
| 199261 Cassandralejoly | 2006 BN12                | 21 gennaio 2006  | Spacewatch                 |
| 199262 -               | 2006 BB13                | 21 gennaio 2006  | Mount Lemmon Survey        |
| 199263 -               | 2006 BB14                | 22 gennaio 2006  | Mount Lemmon Survey        |
| 199264 -               | 2006 BC14                | 22 gennaio 2006  | Mount Lemmon Survey        |
| 199265 -               | 2006 BT15                | 22 gennaio 2006  | Mount Lemmon Survey        |
| 199266 -               | 2006 BC20                | 22 gennaio 2006  | LONEOS                     |
| 199267 -               | 2006 BW20                | 22 gennaio 2006  | Mount Lemmon Survey        |
| 199268 -               | 2006 BB22                | 22 gennaio 2006  | Mount Lemmon Survey        |
| 199269 -               | 2006 BZ22                | 22 gennaio 2006  | Mount Lemmon Survey        |
| 199270 -               | 2006 BC29                | 23 gennaio 2006  | LINEAR                     |
| 199271 -               | 2006 BU30                | 20 gennaio 2006  | Spacewatch                 |
| 199272 -               | 2006 BS31                | 20 gennaio 2006  | Spacewatch                 |
| 199273 -               | 2006 BV31                | 20 gennaio 2006  | Spacewatch                 |
| 199274 -               | 2006 BW31                | 20 gennaio 2006  | Spacewatch                 |
| 199275 -               | 2006 BU32                | 21 gennaio 2006  | Spacewatch                 |
| 199276 -               | 2006 BY33                | 21 gennaio 2006  | Spacewatch                 |
| 199277 -               | 2006 BA34                | 21 gennaio 2006  | Spacewatch                 |
| 199278 -               | 2006 BV37                | 23 gennaio 2006  | Mount Lemmon Survey        |
| 199279 -               | 2006 BN40                | 21 gennaio 2006  | Spacewatch                 |
| 199280 -               | 2006 BE44                | 23 gennaio 2006  | CSS                        |
| 199281 -               | 2006 BU44                | 23 gennaio 2006  | Mount Lemmon Survey        |
| 199282 -               | 2006 BS45                | 23 gennaio 2006  | Mount Lemmon Survey        |
| 199283 -               | 2006 BW46                | 23 gennaio 2006  | Mount Lemmon Survey        |
| 199284 -               | 2006 BB47                | 24 gennaio 2006  | LINEAR                     |
| 199285 -               | 2006 BP53                | 25 gennaio 2006  | Spacewatch                 |
| 199286 -               | 2006 BC54                | 25 gennaio 2006  | Spacewatch                 |
| 199287 -               | 2006 BX54                | 25 gennaio 2006  | Kurosaki, H., Nakajima, A. |
| 199288 -               | 2006 BX56                | 22 gennaio 2006  | Mount Lemmon Survey        |
| 199289 -               | 2006 BO57                | 23 gennaio 2006  | Spacewatch                 |
| 199290 -               | 2006 BQ58                | 23 gennaio 2006  | LINEAR                     |
| 199291 -               | 2006 BB60                | 25 gennaio 2006  | Spacewatch                 |
| 199292 -               | 2006 BD63                | 21 gennaio 2006  | NEAT                       |
| 199293 -               | 2006 BC66                | 23 gennaio 2006  | Spacewatch                 |
| 199294 -               | 2006 BN68                | 23 gennaio 2006  | Spacewatch                 |
| 199295 -               | 2006 BQ68                | 23 gennaio 2006  | Spacewatch                 |
| 199296 -               | 2006 BA76                | 23 gennaio 2006  | Spacewatch                 |
| 199297 -               | 2006 BB79                | 23 gennaio 2006  | Spacewatch                 |
| 199298 -               | 2006 BL79                | 23 gennaio 2006  | Spacewatch                 |
| 199299 -               | 2006 BV79                | 23 gennaio 2006  | Spacewatch                 |
| 199300 -               | 2006 BB80                | 23 gennaio 2006  | Spacewatch                 |

## 199301-199400
| Nome     | Designazione provvisoria | Data di scoperta | Scopritore          |
| -------- | ------------------------ | ---------------- | ------------------- |
| 199301 - | 2006 BC82                | 23 gennaio 2006  | Spacewatch          |
| 199302 - | 2006 BD82                | 23 gennaio 2006  | Spacewatch          |
| 199303 - | 2006 BM83                | 25 gennaio 2006  | Spacewatch          |
| 199304 - | 2006 BV83                | 25 gennaio 2006  | Spacewatch          |
| 199305 - | 2006 BR86                | 25 gennaio 2006  | Spacewatch          |
| 199306 - | 2006 BL91                | 26 gennaio 2006  | Spacewatch          |
| 199307 - | 2006 BR93                | 26 gennaio 2006  | Spacewatch          |
| 199308 - | 2006 BS93                | 26 gennaio 2006  | Spacewatch          |
| 199309 - | 2006 BF98                | 27 gennaio 2006  | LINEAR              |
| 199310 - | 2006 BB99                | 27 gennaio 2006  | CSS                 |
| 199311 - | 2006 BJ99                | 22 gennaio 2006  | Mount Lemmon Survey |
| 199312 - | 2006 BN101               | 23 gennaio 2006  | Mount Lemmon Survey |
| 199313 - | 2006 BZ101               | 23 gennaio 2006  | Mount Lemmon Survey |
| 199314 - | 2006 BG102               | 23 gennaio 2006  | Mount Lemmon Survey |
| 199315 - | 2006 BN103               | 23 gennaio 2006  | Mount Lemmon Survey |
| 199316 - | 2006 BR103               | 23 gennaio 2006  | Mount Lemmon Survey |
| 199317 - | 2006 BQ107               | 25 gennaio 2006  | Spacewatch          |
| 199318 - | 2006 BA113               | 25 gennaio 2006  | Spacewatch          |
| 199319 - | 2006 BJ114               | 25 gennaio 2006  | Spacewatch          |
| 199320 - | 2006 BB117               | 26 gennaio 2006  | Spacewatch          |
| 199321 - | 2006 BN117               | 26 gennaio 2006  | Mount Lemmon Survey |
| 199322 - | 2006 BC118               | 26 gennaio 2006  | Spacewatch          |
| 199323 - | 2006 BB120               | 26 gennaio 2006  | Spacewatch          |
| 199324 - | 2006 BD122               | 26 gennaio 2006  | Spacewatch          |
| 199325 - | 2006 BJ122               | 26 gennaio 2006  | Spacewatch          |
| 199326 - | 2006 BR122               | 26 gennaio 2006  | Spacewatch          |
| 199327 - | 2006 BR128               | 26 gennaio 2006  | Mount Lemmon Survey |
| 199328 - | 2006 BC131               | 26 gennaio 2006  | Spacewatch          |
| 199329 - | 2006 BH131               | 26 gennaio 2006  | Spacewatch          |
| 199330 - | 2006 BS131               | 26 gennaio 2006  | Spacewatch          |
| 199331 - | 2006 BT131               | 26 gennaio 2006  | Spacewatch          |
| 199332 - | 2006 BU131               | 26 gennaio 2006  | Spacewatch          |
| 199333 - | 2006 BZ131               | 26 gennaio 2006  | Spacewatch          |
| 199334 - | 2006 BS133               | 26 gennaio 2006  | Mount Lemmon Survey |
| 199335 - | 2006 BX133               | 26 gennaio 2006  | Mount Lemmon Survey |
| 199336 - | 2006 BU138               | 28 gennaio 2006  | Mount Lemmon Survey |
| 199337 - | 2006 BE147               | 31 gennaio 2006  | Yeung, W. K. Y.     |
| 199338 - | 2006 BM148               | 22 gennaio 2006  | CSS                 |
| 199339 - | 2006 BS150               | 25 gennaio 2006  | Spacewatch          |
| 199340 - | 2006 BA155               | 25 gennaio 2006  | Spacewatch          |
| 199341 - | 2006 BM157               | 25 gennaio 2006  | Spacewatch          |
| 199342 - | 2006 BW157               | 25 gennaio 2006  | Spacewatch          |
| 199343 - | 2006 BY157               | 25 gennaio 2006  | Spacewatch          |
| 199344 - | 2006 BL158               | 25 gennaio 2006  | Spacewatch          |
| 199345 - | 2006 BS158               | 26 gennaio 2006  | Mount Lemmon Survey |
| 199346 - | 2006 BP161               | 26 gennaio 2006  | LONEOS              |
| 199347 - | 2006 BA162               | 26 gennaio 2006  | CSS                 |
| 199348 - | 2006 BW162               | 26 gennaio 2006  | Mount Lemmon Survey |
| 199349 - | 2006 BB163               | 26 gennaio 2006  | Mount Lemmon Survey |
| 199350 - | 2006 BJ163               | 26 gennaio 2006  | Mount Lemmon Survey |
| 199351 - | 2006 BT165               | 26 gennaio 2006  | Mount Lemmon Survey |
| 199352 - | 2006 BD167               | 26 gennaio 2006  | Mount Lemmon Survey |
| 199353 - | 2006 BP168               | 26 gennaio 2006  | Mount Lemmon Survey |
| 199354 - | 2006 BR179               | 27 gennaio 2006  | Mount Lemmon Survey |
| 199355 - | 2006 BD180               | 27 gennaio 2006  | Mount Lemmon Survey |
| 199356 - | 2006 BW182               | 27 gennaio 2006  | Mount Lemmon Survey |
| 199357 - | 2006 BY182               | 27 gennaio 2006  | Mount Lemmon Survey |
| 199358 - | 2006 BZ182               | 27 gennaio 2006  | Mount Lemmon Survey |
| 199359 - | 2006 BG183               | 27 gennaio 2006  | Mount Lemmon Survey |
| 199360 - | 2006 BP186               | 28 gennaio 2006  | Mount Lemmon Survey |
| 199361 - | 2006 BV186               | 28 gennaio 2006  | Mount Lemmon Survey |
| 199362 - | 2006 BR188               | 28 gennaio 2006  | Spacewatch          |
| 199363 - | 2006 BQ189               | 28 gennaio 2006  | Spacewatch          |
| 199364 - | 2006 BY190               | 28 gennaio 2006  | Spacewatch          |
| 199365 - | 2006 BN192               | 30 gennaio 2006  | Spacewatch          |
| 199366 - | 2006 BP195               | 30 gennaio 2006  | Spacewatch          |
| 199367 - | 2006 BZ198               | 30 gennaio 2006  | Spacewatch          |
| 199368 - | 2006 BE201               | 31 gennaio 2006  | Mount Lemmon Survey |
| 199369 - | 2006 BY201               | 31 gennaio 2006  | Spacewatch          |
| 199370 - | 2006 BA203               | 31 gennaio 2006  | Spacewatch          |
| 199371 - | 2006 BA211               | 31 gennaio 2006  | CSS                 |
| 199372 - | 2006 BZ211               | 31 gennaio 2006  | Spacewatch          |
| 199373 - | 2006 BT216               | 26 gennaio 2006  | LONEOS              |
| 199374 - | 2006 BW218               | 28 gennaio 2006  | Mount Lemmon Survey |
| 199375 - | 2006 BB219               | 28 gennaio 2006  | Mount Lemmon Survey |
| 199376 - | 2006 BO222               | 30 gennaio 2006  | Spacewatch          |
| 199377 - | 2006 BW223               | 30 gennaio 2006  | Spacewatch          |
| 199378 - | 2006 BA224               | 30 gennaio 2006  | Spacewatch          |
| 199379 - | 2006 BX226               | 30 gennaio 2006  | Spacewatch          |
| 199380 - | 2006 BK227               | 30 gennaio 2006  | Spacewatch          |
| 199381 - | 2006 BP227               | 30 gennaio 2006  | Spacewatch          |
| 199382 - | 2006 BH240               | 31 gennaio 2006  | Spacewatch          |
| 199383 - | 2006 BY247               | 31 gennaio 2006  | Spacewatch          |
| 199384 - | 2006 BC248               | 31 gennaio 2006  | Spacewatch          |
| 199385 - | 2006 BT248               | 31 gennaio 2006  | Spacewatch          |
| 199386 - | 2006 BV249               | 31 gennaio 2006  | Mount Lemmon Survey |
| 199387 - | 2006 BP251               | 31 gennaio 2006  | Spacewatch          |
| 199388 - | 2006 BA252               | 31 gennaio 2006  | Spacewatch          |
| 199389 - | 2006 BH254               | 31 gennaio 2006  | Spacewatch          |
| 199390 - | 2006 BD255               | 31 gennaio 2006  | Spacewatch          |
| 199391 - | 2006 BN255               | 31 gennaio 2006  | Spacewatch          |
| 199392 - | 2006 BB257               | 31 gennaio 2006  | Spacewatch          |
| 199393 - | 2006 BJ264               | 31 gennaio 2006  | Spacewatch          |
| 199394 - | 2006 BU264               | 31 gennaio 2006  | Spacewatch          |
| 199395 - | 2006 BE265               | 31 gennaio 2006  | Spacewatch          |
| 199396 - | 2006 BA266               | 31 gennaio 2006  | Spacewatch          |
| 199397 - | 2006 BD266               | 31 gennaio 2006  | Spacewatch          |
| 199398 - | 2006 BO266               | 31 gennaio 2006  | Spacewatch          |
| 199399 - | 2006 BT268               | 27 gennaio 2006  | CSS                 |
| 199400 - | 2006 BZ273               | 26 gennaio 2006  | Spacewatch          |

## 199401-199500
| Nome     | Designazione provvisoria | Data di scoperta | Scopritore          |
| -------- | ------------------------ | ---------------- | ------------------- |
| 199401 - | 2006 BG274               | 23 gennaio 2006  | Mount Lemmon Survey |
| 199402 - | 2006 BW274               | 23 gennaio 2006  | Mount Lemmon Survey |
| 199403 - | 2006 CM9                 | 1 febbraio 2006  | CSS                 |
| 199404 - | 2006 CG14                | 1 febbraio 2006  | Spacewatch          |
| 199405 - | 2006 CV17                | 1 febbraio 2006  | Spacewatch          |
| 199406 - | 2006 CF19                | 1 febbraio 2006  | Mount Lemmon Survey |
| 199407 - | 2006 CF21                | 1 febbraio 2006  | CSS                 |
| 199408 - | 2006 CC27                | 2 febbraio 2006  | Spacewatch          |
| 199409 - | 2006 CW29                | 2 febbraio 2006  | Spacewatch          |
| 199410 - | 2006 CY34                | 2 febbraio 2006  | Mount Lemmon Survey |
| 199411 - | 2006 CZ38                | 2 febbraio 2006  | Spacewatch          |
| 199412 - | 2006 CR41                | 2 febbraio 2006  | Spacewatch          |
| 199413 - | 2006 CV42                | 2 febbraio 2006  | Spacewatch          |
| 199414 - | 2006 CV43                | 2 febbraio 2006  | Mount Lemmon Survey |
| 199415 - | 2006 CY43                | 2 febbraio 2006  | Spacewatch          |
| 199416 - | 2006 CJ53                | 4 febbraio 2006  | Spacewatch          |
| 199417 - | 2006 CJ57                | 4 febbraio 2006  | Mount Lemmon Survey |
| 199418 - | 2006 CU57                | 4 febbraio 2006  | Mount Lemmon Survey |
| 199419 - | 2006 DG                  | 21 febbraio 2006 | Lowe, A.            |
| 199420 - | 2006 DQ1                 | 20 febbraio 2006 | Spacewatch          |
| 199421 - | 2006 DX1                 | 20 febbraio 2006 | Spacewatch          |
| 199422 - | 2006 DZ1                 | 20 febbraio 2006 | Spacewatch          |
| 199423 - | 2006 DR6                 | 20 febbraio 2006 | Mount Lemmon Survey |
| 199424 - | 2006 DA7                 | 20 febbraio 2006 | CSS                 |
| 199425 - | 2006 DD8                 | 20 febbraio 2006 | Spacewatch          |
| 199426 - | 2006 DE8                 | 20 febbraio 2006 | Spacewatch          |
| 199427 - | 2006 DC12                | 20 febbraio 2006 | CSS                 |
| 199428 - | 2006 DS12                | 21 febbraio 2006 | CSS                 |
| 199429 - | 2006 DJ13                | 22 febbraio 2006 | CSS                 |
| 199430 - | 2006 DP19                | 20 febbraio 2006 | Spacewatch          |
| 199431 - | 2006 DD20                | 20 febbraio 2006 | Spacewatch          |
| 199432 - | 2006 DH22                | 20 febbraio 2006 | Spacewatch          |
| 199433 - | 2006 DY22                | 20 febbraio 2006 | Spacewatch          |
| 199434 - | 2006 DJ23                | 20 febbraio 2006 | Spacewatch          |
| 199435 - | 2006 DT24                | 20 febbraio 2006 | Spacewatch          |
| 199436 - | 2006 DV25                | 20 febbraio 2006 | Spacewatch          |
| 199437 - | 2006 DN26                | 20 febbraio 2006 | Mount Lemmon Survey |
| 199438 - | 2006 DR30                | 20 febbraio 2006 | Spacewatch          |
| 199439 - | 2006 DN31                | 20 febbraio 2006 | Mount Lemmon Survey |
| 199440 - | 2006 DU31                | 20 febbraio 2006 | Mount Lemmon Survey |
| 199441 - | 2006 DY31                | 20 febbraio 2006 | Mount Lemmon Survey |
| 199442 - | 2006 DL33                | 20 febbraio 2006 | Spacewatch          |
| 199443 - | 2006 DN33                | 20 febbraio 2006 | Spacewatch          |
| 199444 - | 2006 DM34                | 20 febbraio 2006 | Spacewatch          |
| 199445 - | 2006 DU34                | 20 febbraio 2006 | Mount Lemmon Survey |
| 199446 - | 2006 DM35                | 20 febbraio 2006 | Mount Lemmon Survey |
| 199447 - | 2006 DG36                | 20 febbraio 2006 | Mount Lemmon Survey |
| 199448 - | 2006 DQ37                | 20 febbraio 2006 | Mount Lemmon Survey |
| 199449 - | 2006 DD38                | 21 febbraio 2006 | LONEOS              |
| 199450 - | 2006 DF38                | 21 febbraio 2006 | LONEOS              |
| 199451 - | 2006 DH38                | 21 febbraio 2006 | LONEOS              |
| 199452 - | 2006 DK38                | 21 febbraio 2006 | LONEOS              |
| 199453 - | 2006 DL39                | 21 febbraio 2006 | Mount Lemmon Survey |
| 199454 - | 2006 DQ39                | 22 febbraio 2006 | CSS                 |
| 199455 - | 2006 DY40                | 22 febbraio 2006 | CSS                 |
| 199456 - | 2006 DF41                | 23 febbraio 2006 | Spacewatch          |
| 199457 - | 2006 DN41                | 23 febbraio 2006 | LONEOS              |
| 199458 - | 2006 DJ45                | 20 febbraio 2006 | Mount Lemmon Survey |
| 199459 - | 2006 DT46                | 20 febbraio 2006 | Mount Lemmon Survey |
| 199460 - | 2006 DB47                | 20 febbraio 2006 | Mount Lemmon Survey |
| 199461 - | 2006 DP52                | 24 febbraio 2006 | NEAT                |
| 199462 - | 2006 DZ52                | 24 febbraio 2006 | Spacewatch          |
| 199463 - | 2006 DX57                | 24 febbraio 2006 | Mount Lemmon Survey |
| 199464 - | 2006 DY57                | 24 febbraio 2006 | Mount Lemmon Survey |
| 199465 - | 2006 DX58                | 24 febbraio 2006 | Spacewatch          |
| 199466 - | 2006 DC59                | 24 febbraio 2006 | Mount Lemmon Survey |
| 199467 - | 2006 DW59                | 24 febbraio 2006 | Mount Lemmon Survey |
| 199468 - | 2006 DF60                | 24 febbraio 2006 | Spacewatch          |
| 199469 - | 2006 DR60                | 24 febbraio 2006 | Spacewatch          |
| 199470 - | 2006 DL62                | 25 febbraio 2006 | LINEAR              |
| 199471 - | 2006 DR64                | 20 febbraio 2006 | CSS                 |
| 199472 - | 2006 DT64                | 20 febbraio 2006 | CSS                 |
| 199473 - | 2006 DW64                | 20 febbraio 2006 | CSS                 |
| 199474 - | 2006 DD66                | 21 febbraio 2006 | CSS                 |
| 199475 - | 2006 DQ66                | 22 febbraio 2006 | CSS                 |
| 199476 - | 2006 DS66                | 22 febbraio 2006 | LINEAR              |
| 199477 - | 2006 DV66                | 22 febbraio 2006 | LONEOS              |
| 199478 - | 2006 DE73                | 22 febbraio 2006 | LONEOS              |
| 199479 - | 2006 DM73                | 22 febbraio 2006 | Mount Lemmon Survey |
| 199480 - | 2006 DY73                | 23 febbraio 2006 | Spacewatch          |
| 199481 - | 2006 DO74                | 24 febbraio 2006 | Spacewatch          |
| 199482 - | 2006 DE76                | 24 febbraio 2006 | Spacewatch          |
| 199483 - | 2006 DY76                | 24 febbraio 2006 | Spacewatch          |
| 199484 - | 2006 DA77                | 24 febbraio 2006 | Spacewatch          |
| 199485 - | 2006 DH79                | 24 febbraio 2006 | Spacewatch          |
| 199486 - | 2006 DP79                | 24 febbraio 2006 | Spacewatch          |
| 199487 - | 2006 DY81                | 24 febbraio 2006 | Spacewatch          |
| 199488 - | 2006 DB83                | 24 febbraio 2006 | Spacewatch          |
| 199489 - | 2006 DO83                | 24 febbraio 2006 | Spacewatch          |
| 199490 - | 2006 DT84                | 24 febbraio 2006 | Spacewatch          |
| 199491 - | 2006 DD85                | 24 febbraio 2006 | Spacewatch          |
| 199492 - | 2006 DX87                | 24 febbraio 2006 | Spacewatch          |
| 199493 - | 2006 DG89                | 24 febbraio 2006 | Spacewatch          |
| 199494 - | 2006 DR91                | 24 febbraio 2006 | Spacewatch          |
| 199495 - | 2006 DS92                | 24 febbraio 2006 | Spacewatch          |
| 199496 - | 2006 DA94                | 24 febbraio 2006 | Spacewatch          |
| 199497 - | 2006 DE94                | 24 febbraio 2006 | Spacewatch          |
| 199498 - | 2006 DX95                | 24 febbraio 2006 | Spacewatch          |
| 199499 - | 2006 DN96                | 24 febbraio 2006 | Spacewatch          |
| 199500 - | 2006 DD103               | 25 febbraio 2006 | Mount Lemmon Survey |

## 199501-199600
| Nome           | Designazione provvisoria | Data di scoperta | Scopritore          |
| -------------- | ------------------------ | ---------------- | ------------------- |
| 199501 -       | 2006 DG104               | 25 febbraio 2006 | Spacewatch          |
| 199502 -       | 2006 DH110               | 25 febbraio 2006 | LINEAR              |
| 199503 -       | 2006 DZ110               | 25 febbraio 2006 | Spacewatch          |
| 199504 -       | 2006 DT112               | 27 febbraio 2006 | Mount Lemmon Survey |
| 199505 -       | 2006 DT115               | 27 febbraio 2006 | Spacewatch          |
| 199506 -       | 2006 DF117               | 27 febbraio 2006 | Spacewatch          |
| 199507 -       | 2006 DQ118               | 28 febbraio 2006 | Mount Lemmon Survey |
| 199508 -       | 2006 DJ122               | 23 febbraio 2006 | LONEOS              |
| 199509 -       | 2006 DV122               | 24 febbraio 2006 | CSS                 |
| 199510 -       | 2006 DW122               | 24 febbraio 2006 | LONEOS              |
| 199511 -       | 2006 DH124               | 24 febbraio 2006 | Mount Lemmon Survey |
| 199512 -       | 2006 DR124               | 24 febbraio 2006 | Spacewatch          |
| 199513 -       | 2006 DU127               | 25 febbraio 2006 | Mount Lemmon Survey |
| 199514 -       | 2006 DW134               | 25 febbraio 2006 | Mount Lemmon Survey |
| 199515 -       | 2006 DF135               | 25 febbraio 2006 | Mount Lemmon Survey |
| 199516 -       | 2006 DM137               | 25 febbraio 2006 | Spacewatch          |
| 199517 -       | 2006 DJ139               | 25 febbraio 2006 | Spacewatch          |
| 199518 -       | 2006 DQ141               | 25 febbraio 2006 | Spacewatch          |
| 199519 -       | 2006 DH143               | 25 febbraio 2006 | Mount Lemmon Survey |
| 199520 -       | 2006 DT143               | 25 febbraio 2006 | Mount Lemmon Survey |
| 199521 -       | 2006 DX143               | 25 febbraio 2006 | Mount Lemmon Survey |
| 199522 -       | 2006 DX147               | 25 febbraio 2006 | Spacewatch          |
| 199523 -       | 2006 DM150               | 25 febbraio 2006 | Spacewatch          |
| 199524 -       | 2006 DV152               | 25 febbraio 2006 | Spacewatch          |
| 199525 -       | 2006 DJ156               | 27 febbraio 2006 | Spacewatch          |
| 199526 -       | 2006 DC164               | 27 febbraio 2006 | Mount Lemmon Survey |
| 199527 -       | 2006 DT179               | 27 febbraio 2006 | Mount Lemmon Survey |
| 199528 -       | 2006 DF188               | 27 febbraio 2006 | Spacewatch          |
| 199529 -       | 2006 DB189               | 27 febbraio 2006 | Spacewatch          |
| 199530 -       | 2006 DJ190               | 27 febbraio 2006 | Spacewatch          |
| 199531 -       | 2006 DV191               | 27 febbraio 2006 | Spacewatch          |
| 199532 -       | 2006 DX196               | 24 febbraio 2006 | CSS                 |
| 199533 -       | 2006 DN197               | 24 febbraio 2006 | CSS                 |
| 199534 -       | 2006 DM198               | 27 febbraio 2006 | Mount Lemmon Survey |
| 199535 -       | 2006 DU199               | 24 febbraio 2006 | CSS                 |
| 199536 -       | 2006 DT201               | 20 febbraio 2006 | CSS                 |
| 199537 -       | 2006 DY201               | 20 febbraio 2006 | LINEAR              |
| 199538 -       | 2006 DE203               | 22 febbraio 2006 | LONEOS              |
| 199539 -       | 2006 DN203               | 22 febbraio 2006 | CSS                 |
| 199540 -       | 2006 DD206               | 25 febbraio 2006 | Mount Lemmon Survey |
| 199541 -       | 2006 DV206               | 25 febbraio 2006 | Mount Lemmon Survey |
| 199542 -       | 2006 DM208               | 25 febbraio 2006 | Spacewatch          |
| 199543 -       | 2006 DL210               | 20 febbraio 2006 | Spacewatch          |
| 199544 -       | 2006 DG212               | 25 febbraio 2006 | Mount Lemmon Survey |
| 199545 -       | 2006 DB215               | 25 febbraio 2006 | Mount Lemmon Survey |
| 199546 -       | 2006 DT216               | 21 febbraio 2006 | Mount Lemmon Survey |
| 199547 -       | 2006 ET7                 | 2 marzo 2006     | Spacewatch          |
| 199548 -       | 2006 EN10                | 2 marzo 2006     | Spacewatch          |
| 199549 -       | 2006 EQ11                | 2 marzo 2006     | Spacewatch          |
| 199550 -       | 2006 EE15                | 2 marzo 2006     | Spacewatch          |
| 199551 -       | 2006 EE17                | 2 marzo 2006     | Mount Lemmon Survey |
| 199552 -       | 2006 EC18                | 2 marzo 2006     | Mount Lemmon Survey |
| 199553 -       | 2006 EU18                | 2 marzo 2006     | Spacewatch          |
| 199554 -       | 2006 EA20                | 2 marzo 2006     | Spacewatch          |
| 199555 -       | 2006 EV24                | 3 marzo 2006     | Spacewatch          |
| 199556 -       | 2006 EF27                | 3 marzo 2006     | LINEAR              |
| 199557 -       | 2006 EQ34                | 3 marzo 2006     | Spacewatch          |
| 199558 -       | 2006 EV34                | 3 marzo 2006     | Spacewatch          |
| 199559 -       | 2006 EZ34                | 3 marzo 2006     | Spacewatch          |
| 199560 -       | 2006 EB40                | 4 marzo 2006     | Spacewatch          |
| 199561 -       | 2006 EO40                | 4 marzo 2006     | Spacewatch          |
| 199562 -       | 2006 EO41                | 4 marzo 2006     | CSS                 |
| 199563 -       | 2006 EP41                | 4 marzo 2006     | CSS                 |
| 199564 -       | 2006 ES41                | 4 marzo 2006     | CSS                 |
| 199565 -       | 2006 EH43                | 5 marzo 2006     | Spacewatch          |
| 199566 -       | 2006 EG47                | 4 marzo 2006     | Spacewatch          |
| 199567 -       | 2006 EA48                | 4 marzo 2006     | Spacewatch          |
| 199568 -       | 2006 EF48                | 4 marzo 2006     | Spacewatch          |
| 199569 -       | 2006 ED57                | 5 marzo 2006     | Spacewatch          |
| 199570 -       | 2006 EA58                | 5 marzo 2006     | Spacewatch          |
| 199571 -       | 2006 EK62                | 5 marzo 2006     | Spacewatch          |
| 199572 -       | 2006 EN65                | 5 marzo 2006     | Spacewatch          |
| 199573 -       | 2006 EE67                | 8 marzo 2006     | Spacewatch          |
| 199574 Webbert | 2006 EX67                | 2 marzo 2006     | Buie, M. W.         |
| 199575 -       | 2006 EU72                | 5 marzo 2006     | Spacewatch          |
| 199576 -       | 2006 EZ72                | 3 marzo 2006     | Spacewatch          |
| 199577 -       | 2006 FH1                 | 21 marzo 2006    | Mount Lemmon Survey |
| 199578 -       | 2006 FQ2                 | 23 marzo 2006    | Spacewatch          |
| 199579 -       | 2006 FV2                 | 23 marzo 2006    | Spacewatch          |
| 199580 -       | 2006 FD3                 | 23 marzo 2006    | Spacewatch          |
| 199581 -       | 2006 FM8                 | 23 marzo 2006    | Mount Lemmon Survey |
| 199582 -       | 2006 FT8                 | 23 marzo 2006    | Mount Lemmon Survey |
| 199583 -       | 2006 FO10                | 21 marzo 2006    | LINEAR              |
| 199584 -       | 2006 FS12                | 23 marzo 2006    | Spacewatch          |
| 199585 -       | 2006 FP13                | 23 marzo 2006    | Spacewatch          |
| 199586 -       | 2006 FH14                | 23 marzo 2006    | Spacewatch          |
| 199587 -       | 2006 FD16                | 23 marzo 2006    | Mount Lemmon Survey |
| 199588 -       | 2006 FO16                | 23 marzo 2006    | Mount Lemmon Survey |
| 199589 -       | 2006 FV17                | 23 marzo 2006    | Spacewatch          |
| 199590 -       | 2006 FC18                | 23 marzo 2006    | Spacewatch          |
| 199591 -       | 2006 FJ19                | 23 marzo 2006    | Mount Lemmon Survey |
| 199592 -       | 2006 FU19                | 23 marzo 2006    | Mount Lemmon Survey |
| 199593 -       | 2006 FB20                | 23 marzo 2006    | Mount Lemmon Survey |
| 199594 -       | 2006 FC20                | 23 marzo 2006    | Mount Lemmon Survey |
| 199595 -       | 2006 FH20                | 23 marzo 2006    | Mount Lemmon Survey |
| 199596 -       | 2006 FD23                | 24 marzo 2006    | Mount Lemmon Survey |
| 199597 -       | 2006 FK23                | 24 marzo 2006    | Spacewatch          |
| 199598 -       | 2006 FV23                | 24 marzo 2006    | Spacewatch          |
| 199599 -       | 2006 FX23                | 24 marzo 2006    | Spacewatch          |
| 199600 -       | 2006 FS24                | 24 marzo 2006    | Spacewatch          |

## 199601-199700
| Nome                   | Designazione provvisoria | Data di scoperta | Scopritore           |
| ---------------------- | ------------------------ | ---------------- | -------------------- |
| 199601 -               | 2006 FU24                | 24 marzo 2006    | Spacewatch           |
| 199602 -               | 2006 FH25                | 24 marzo 2006    | Spacewatch           |
| 199603 -               | 2006 FN25                | 24 marzo 2006    | Spacewatch           |
| 199604 -               | 2006 FN26                | 24 marzo 2006    | LINEAR               |
| 199605 -               | 2006 FG34                | 24 marzo 2006    | CSS                  |
| 199606 -               | 2006 FL34                | 24 marzo 2006    | Mount Lemmon Survey  |
| 199607 -               | 2006 FP34                | 25 marzo 2006    | NEAT                 |
| 199608 -               | 2006 FK35                | 24 marzo 2006    | Spacewatch           |
| 199609 -               | 2006 FR36                | 21 marzo 2006    | LINEAR               |
| 199610 -               | 2006 FJ37                | 24 marzo 2006    | CSS                  |
| 199611 -               | 2006 FS38                | 23 marzo 2006    | Spacewatch           |
| 199612 -               | 2006 FE39                | 23 marzo 2006    | CSS                  |
| 199613 -               | 2006 FN40                | 25 marzo 2006    | Spacewatch           |
| 199614 -               | 2006 FQ40                | 26 marzo 2006    | Spacewatch           |
| 199615 -               | 2006 FD41                | 26 marzo 2006    | Mount Lemmon Survey  |
| 199616 -               | 2006 FX41                | 26 marzo 2006    | Mount Lemmon Survey  |
| 199617 -               | 2006 FR42                | 26 marzo 2006    | Mount Lemmon Survey  |
| 199618 -               | 2006 FG43                | 29 marzo 2006    | LINEAR               |
| 199619 -               | 2006 FT43                | 23 marzo 2006    | CSS                  |
| 199620 -               | 2006 FN44                | 23 marzo 2006    | Spacewatch           |
| 199621 -               | 2006 FL45                | 24 marzo 2006    | LINEAR               |
| 199622 -               | 2006 FR45                | 24 marzo 2006    | LONEOS               |
| 199623 -               | 2006 FV45                | 25 marzo 2006    | Jarnac               |
| 199624 -               | 2006 FD46                | 25 marzo 2006    | Mount Lemmon Survey  |
| 199625 -               | 2006 FH47                | 23 marzo 2006    | CSS                  |
| 199626 -               | 2006 FV49                | 26 marzo 2006    | LONEOS               |
| 199627 -               | 2006 FV52                | 25 marzo 2006    | Spacewatch           |
| 199628 -               | 2006 FA53                | 23 marzo 2006    | Spacewatch           |
| 199629 -               | 2006 FB53                | 23 marzo 2006    | Spacewatch           |
| 199630 Szitkay         | 2006 GS                  | 2 aprile 2006    | Sárneczky, K.        |
| 199631 Giuseppesprizzi | 2006 GX                  | 2 aprile 2006    | Casulli, V. S.       |
| 199632 Mahlerede       | 2006 GX1                 | 2 aprile 2006    | Sárneczky, K.        |
| 199633 -               | 2006 GF3                 | 7 aprile 2006    | Rinner, C.           |
| 199634 -               | 2006 GA4                 | 2 aprile 2006    | Spacewatch           |
| 199635 -               | 2006 GW4                 | 2 aprile 2006    | Spacewatch           |
| 199636 -               | 2006 GU5                 | 2 aprile 2006    | Spacewatch           |
| 199637 -               | 2006 GY5                 | 2 aprile 2006    | Spacewatch           |
| 199638 -               | 2006 GH9                 | 2 aprile 2006    | Spacewatch           |
| 199639 -               | 2006 GF11                | 2 aprile 2006    | Spacewatch           |
| 199640 -               | 2006 GC12                | 2 aprile 2006    | Spacewatch           |
| 199641 -               | 2006 GR12                | 2 aprile 2006    | Spacewatch           |
| 199642 -               | 2006 GF17                | 2 aprile 2006    | Spacewatch           |
| 199643 -               | 2006 GO17                | 2 aprile 2006    | Spacewatch           |
| 199644 -               | 2006 GB18                | 2 aprile 2006    | Spacewatch           |
| 199645 -               | 2006 GD18                | 2 aprile 2006    | Spacewatch           |
| 199646 -               | 2006 GC21                | 2 aprile 2006    | Spacewatch           |
| 199647 -               | 2006 GR21                | 2 aprile 2006    | Mount Lemmon Survey  |
| 199648 -               | 2006 GT22                | 2 aprile 2006    | Spacewatch           |
| 199649 -               | 2006 GM23                | 2 aprile 2006    | Spacewatch           |
| 199650 -               | 2006 GK30                | 2 aprile 2006    | Mount Lemmon Survey  |
| 199651 -               | 2006 GV31                | 6 aprile 2006    | Bickel, W.           |
| 199652 -               | 2006 GW32                | 7 aprile 2006    | Mount Lemmon Survey  |
| 199653 -               | 2006 GF37                | 8 aprile 2006    | Mount Lemmon Survey  |
| 199654 -               | 2006 GL38                | 2 aprile 2006    | LONEOS               |
| 199655 -               | 2006 GC39                | 12 aprile 2006   | NEAT                 |
| 199656 -               | 2006 GC42                | 8 aprile 2006    | Siding Spring Survey |
| 199657 -               | 2006 GP42                | 7 aprile 2006    | CSS                  |
| 199658 -               | 2006 GD43                | 2 aprile 2006    | Spacewatch           |
| 199659 -               | 2006 GD44                | 2 aprile 2006    | Spacewatch           |
| 199660 -               | 2006 GR45                | 8 aprile 2006    | Mount Lemmon Survey  |
| 199661 -               | 2006 GV46                | 9 aprile 2006    | Spacewatch           |
| 199662 -               | 2006 GB47                | 9 aprile 2006    | Spacewatch           |
| 199663 -               | 2006 GG47                | 9 aprile 2006    | Spacewatch           |
| 199664 -               | 2006 GX47                | 9 aprile 2006    | Spacewatch           |
| 199665 -               | 2006 GX48                | 9 aprile 2006    | Spacewatch           |
| 199666 -               | 2006 GA49                | 9 aprile 2006    | Spacewatch           |
| 199667 -               | 2006 GF50                | 8 aprile 2006    | Siding Spring Survey |
| 199668 -               | 2006 GH50                | 9 aprile 2006    | CSS                  |
| 199669 -               | 2006 GM52                | 7 aprile 2006    | CSS                  |
| 199670 -               | 2006 GM54                | 2 aprile 2006    | Spacewatch           |
| 199671 -               | 2006 HV                  | 18 aprile 2006   | Spacewatch           |
| 199672 -               | 2006 HV2                 | 18 aprile 2006   | Spacewatch           |
| 199673 -               | 2006 HH3                 | 18 aprile 2006   | Spacewatch           |
| 199674 -               | 2006 HX3                 | 18 aprile 2006   | Spacewatch           |
| 199675 -               | 2006 HE4                 | 19 aprile 2006   | Mount Lemmon Survey  |
| 199676 -               | 2006 HC5                 | 19 aprile 2006   | NEAT                 |
| 199677 Terzani         | 2006 HH6                 | 20 aprile 2006   | Casulli, V. S.       |
| 199678 -               | 2006 HA8                 | 18 aprile 2006   | Spacewatch           |
| 199679 -               | 2006 HN8                 | 19 aprile 2006   | Spacewatch           |
| 199680 -               | 2006 HT8                 | 19 aprile 2006   | Spacewatch           |
| 199681 -               | 2006 HQ12                | 19 aprile 2006   | Mount Lemmon Survey  |
| 199682 -               | 2006 HV13                | 19 aprile 2006   | NEAT                 |
| 199683 -               | 2006 HL15                | 19 aprile 2006   | NEAT                 |
| 199684 -               | 2006 HY16                | 20 aprile 2006   | Healy, D.            |
| 199685 -               | 2006 HJ17                | 19 aprile 2006   | NEAT                 |
| 199686 -               | 2006 HK17                | 21 aprile 2006   | Lowe, A.             |
| 199687 Erősszsolt      | 2006 HA18                | 21 aprile 2006   | Sárneczky, K.        |
| 199688 Kisspéter       | 2006 HK18                | 21 aprile 2006   | Piszkesteto          |
| 199689 -               | 2006 HA22                | 20 aprile 2006   | Spacewatch           |
| 199690 -               | 2006 HG22                | 20 aprile 2006   | Spacewatch           |
| 199691 -               | 2006 HO23                | 20 aprile 2006   | Spacewatch           |
| 199692 -               | 2006 HT23                | 20 aprile 2006   | Spacewatch           |
| 199693 -               | 2006 HB24                | 20 aprile 2006   | Spacewatch           |
| 199694 -               | 2006 HE28                | 20 aprile 2006   | Spacewatch           |
| 199695 -               | 2006 HB30                | 19 aprile 2006   | CSS                  |
| 199696 Kemenesi        | 2006 HD31                | 25 aprile 2006   | Sárneczky, K.        |
| 199697 -               | 2006 HC33                | 19 aprile 2006   | NEAT                 |
| 199698 -               | 2006 HG35                | 19 aprile 2006   | Mount Lemmon Survey  |
| 199699 -               | 2006 HC40                | 21 aprile 2006   | Spacewatch           |
| 199700 -               | 2006 HF40                | 21 aprile 2006   | Spacewatch           |

## 199701-199800
| Nome                | Designazione provvisoria | Data di scoperta | Scopritore            |
| ------------------- | ------------------------ | ---------------- | --------------------- |
| 199701 -            | 2006 HV40                | 21 aprile 2006   | Spacewatch            |
| 199702 -            | 2006 HB41                | 21 aprile 2006   | Spacewatch            |
| 199703 -            | 2006 HR42                | 24 aprile 2006   | LONEOS                |
| 199704 -            | 2006 HF43                | 24 aprile 2006   | Mount Lemmon Survey   |
| 199705 -            | 2006 HR45                | 25 aprile 2006   | Spacewatch            |
| 199706 -            | 2006 HW45                | 25 aprile 2006   | Spacewatch            |
| 199707 -            | 2006 HU46                | 20 aprile 2006   | Spacewatch            |
| 199708 -            | 2006 HD56                | 25 aprile 2006   | Spacewatch            |
| 199709 -            | 2006 HU56                | 19 aprile 2006   | NEAT                  |
| 199710 -            | 2006 HL58                | 30 aprile 2006   | Sheridan, E. E.       |
| 199711 -            | 2006 HR59                | 24 aprile 2006   | LINEAR                |
| 199712 -            | 2006 HY60                | 28 aprile 2006   | LINEAR                |
| 199713 -            | 2006 HD65                | 24 aprile 2006   | Spacewatch            |
| 199714 -            | 2006 HK68                | 24 aprile 2006   | Mount Lemmon Survey   |
| 199715 -            | 2006 HJ78                | 26 aprile 2006   | Spacewatch            |
| 199716 -            | 2006 HS79                | 26 aprile 2006   | Spacewatch            |
| 199717 -            | 2006 HZ81                | 26 aprile 2006   | Spacewatch            |
| 199718 -            | 2006 HE83                | 26 aprile 2006   | Spacewatch            |
| 199719 -            | 2006 HV83                | 26 aprile 2006   | Spacewatch            |
| 199720 -            | 2006 HV84                | 26 aprile 2006   | Spacewatch            |
| 199721 -            | 2006 HX84                | 26 aprile 2006   | Spacewatch            |
| 199722 -            | 2006 HS85                | 27 aprile 2006   | Spacewatch            |
| 199723 -            | 2006 HR86                | 27 aprile 2006   | LINEAR                |
| 199724 -            | 2006 HE87                | 30 aprile 2006   | Spacewatch            |
| 199725 -            | 2006 HO87                | 30 aprile 2006   | Spacewatch            |
| 199726 -            | 2006 HR87                | 30 aprile 2006   | Spacewatch            |
| 199727 -            | 2006 HJ88                | 30 aprile 2006   | Spacewatch            |
| 199728 -            | 2006 HF95                | 30 aprile 2006   | Spacewatch            |
| 199729 -            | 2006 HO101               | 30 aprile 2006   | Spacewatch            |
| 199730 -            | 2006 HX104               | 19 aprile 2006   | CSS                   |
| 199731 -            | 2006 HO107               | 30 aprile 2006   | Spacewatch            |
| 199732 -            | 2006 HR109               | 30 aprile 2006   | CSS                   |
| 199733 -            | 2006 HY109               | 21 aprile 2006   | NEAT                  |
| 199734 -            | 2006 HK110               | 26 aprile 2006   | Siding Spring Survey  |
| 199735 -            | 2006 HF111               | 24 aprile 2006   | LONEOS                |
| 199736 -            | 2006 HA112               | 30 aprile 2006   | CSS                   |
| 199737 -            | 2006 HX113               | 25 aprile 2006   | Mount Lemmon Survey   |
| 199738 -            | 2006 HG115               | 26 aprile 2006   | Spacewatch            |
| 199739 -            | 2006 HU123               | 24 aprile 2006   | Spacewatch            |
| 199740 -            | 2006 HX151               | 19 aprile 2006   | Mount Lemmon Survey   |
| 199741 Weidner      | 2006 HC152               | 26 aprile 2006   | Buie, M. W.           |
| 199742 -            | 2006 JD                  | 1 maggio 2006    | Young, J. W.          |
| 199743 -            | 2006 JS2                 | 2 maggio 2006    | Mount Lemmon Survey   |
| 199744 -            | 2006 JP8                 | 1 maggio 2006    | Spacewatch            |
| 199745 -            | 2006 JF9                 | 1 maggio 2006    | Spacewatch            |
| 199746 -            | 2006 JZ11                | 1 maggio 2006    | Spacewatch            |
| 199747 -            | 2006 JX13                | 3 maggio 2006    | Spacewatch            |
| 199748 -            | 2006 JD14                | 4 maggio 2006    | Mount Lemmon Survey   |
| 199749 -            | 2006 JH14                | 4 maggio 2006    | Mount Lemmon Survey   |
| 199750 -            | 2006 JO25                | 5 maggio 2006    | Mount Lemmon Survey   |
| 199751 -            | 2006 JL27                | 1 maggio 2006    | LINEAR                |
| 199752 -            | 2006 JS28                | 3 maggio 2006    | Spacewatch            |
| 199753 -            | 2006 JD36                | 4 maggio 2006    | Spacewatch            |
| 199754 -            | 2006 JJ38                | 6 maggio 2006    | Mount Lemmon Survey   |
| 199755 -            | 2006 JD39                | 6 maggio 2006    | Mount Lemmon Survey   |
| 199756 -            | 2006 JN40                | 7 maggio 2006    | Spacewatch            |
| 199757 Shagunsingh  | 2006 JB45                | 7 maggio 2006    | Mount Lemmon Survey   |
| 199758 -            | 2006 JU46                | 1 maggio 2006    | LINEAR                |
| 199759 -            | 2006 JH48                | 5 maggio 2006    | LONEOS                |
| 199760 -            | 2006 JB50                | 2 maggio 2006    | Mount Lemmon Survey   |
| 199761 -            | 2006 JT50                | 2 maggio 2006    | Mount Lemmon Survey   |
| 199762 -            | 2006 JC56                | 1 maggio 2006    | LINEAR                |
| 199763 Davidgregory | 2006 JJ77                | 1 maggio 2006    | Wiegert, P. A.        |
| 199764 -            | 2006 KN1                 | 20 maggio 2006   | Broughton, J.         |
| 199765 -            | 2006 KT3                 | 19 maggio 2006   | Mount Lemmon Survey   |
| 199766 -            | 2006 KJ4                 | 19 maggio 2006   | Mount Lemmon Survey   |
| 199767 -            | 2006 KW12                | 20 maggio 2006   | Spacewatch            |
| 199768 -            | 2006 KN16                | 21 maggio 2006   | Mount Lemmon Survey   |
| 199769 -            | 2006 KA22                | 19 maggio 2006   | CSS                   |
| 199770 -            | 2006 KB23                | 20 maggio 2006   | LONEOS                |
| 199771 -            | 2006 KQ23                | 16 maggio 2006   | Siding Spring Survey  |
| 199772 -            | 2006 KY23                | 19 maggio 2006   | LONEOS                |
| 199773 -            | 2006 KB28                | 20 maggio 2006   | Spacewatch            |
| 199774 -            | 2006 KK30                | 20 maggio 2006   | Spacewatch            |
| 199775 -            | 2006 KL31                | 20 maggio 2006   | Spacewatch            |
| 199776 -            | 2006 KF36                | 20 maggio 2006   | Spacewatch            |
| 199777 -            | 2006 KL53                | 21 maggio 2006   | Spacewatch            |
| 199778 -            | 2006 KW60                | 22 maggio 2006   | Spacewatch            |
| 199779 -            | 2006 KV72                | 23 maggio 2006   | Spacewatch            |
| 199780 -            | 2006 KY75                | 24 maggio 2006   | NEAT                  |
| 199781 -            | 2006 KJ80                | 25 maggio 2006   | Mount Lemmon Survey   |
| 199782 -            | 2006 KZ89                | 22 maggio 2006   | Siding Spring Survey  |
| 199783 -            | 2006 KG98                | 26 maggio 2006   | Spacewatch            |
| 199784 -            | 2006 KL105               | 30 maggio 2006   | Mount Lemmon Survey   |
| 199785 -            | 2006 KK110               | 31 maggio 2006   | Mount Lemmon Survey   |
| 199786 -            | 2006 KQ115               | 29 maggio 2006   | Spacewatch            |
| 199787 -            | 2006 LG3                 | 15 giugno 2006   | Spacewatch            |
| 199788 -            | 2006 LU3                 | 15 giugno 2006   | Spacewatch            |
| 199789 -            | 2006 MV5                 | 17 giugno 2006   | Spacewatch            |
| 199790 -            | 2006 MN7                 | 18 giugno 2006   | Spacewatch            |
| 199791 -            | 2006 MN9                 | 19 giugno 2006   | Spacewatch            |
| 199792 -            | 2006 PJ1                 | 6 agosto 2006    | Lin, C.-S., Ye, Q.-z. |
| 199793 -            | 2006 PK14                | 15 agosto 2006   | NEAT                  |
| 199794 -            | 2006 QF105               | 28 agosto 2006   | CSS                   |
| 199795 -            | 2006 UB198               | 20 ottobre 2006  | Spacewatch            |
| 199796 -            | 2006 UN217               | 28 ottobre 2006  | Mount Lemmon Survey   |
| 199797 -            | 2006 UY240               | 23 ottobre 2006  | Mount Lemmon Survey   |
| 199798 -            | 2006 UF256               | 27 ottobre 2006  | Mount Lemmon Survey   |
| 199799 -            | 2006 WY200               | 22 novembre 2006 | Mount Lemmon Survey   |
| 199800 -            | 2006 YF11                | 21 dicembre 2006 | NEAT                  |

## 199801-199900
| Nome             | Designazione provvisoria | Data di scoperta | Scopritore           |
| ---------------- | ------------------------ | ---------------- | -------------------- |
| 199801 -         | 2007 AE12                | 10 gennaio 2007  | Mount Lemmon Survey  |
| 199802 -         | 2007 BA18                | 17 gennaio 2007  | Spacewatch           |
| 199803 -         | 2007 BJ66                | 27 gennaio 2007  | Mount Lemmon Survey  |
| 199804 -         | 2007 BD70                | 27 gennaio 2007  | Mount Lemmon Survey  |
| 199805 -         | 2007 BE70                | 27 gennaio 2007  | Mount Lemmon Survey  |
| 199806 -         | 2007 CA                  | 5 febbraio 2007  | NEAT                 |
| 199807 -         | 2007 CY51                | 9 febbraio 2007  | Spacewatch           |
| 199808 -         | 2007 CA57                | 15 febbraio 2007 | NEAT                 |
| 199809 -         | 2007 CE61                | 14 febbraio 2007 | Crni Vrh             |
| 199810 -         | 2007 DO8                 | 21 febbraio 2007 | CSS                  |
| 199811 -         | 2007 DD13                | 16 febbraio 2007 | NEAT                 |
| 199812 -         | 2007 DE17                | 17 febbraio 2007 | Spacewatch           |
| 199813 -         | 2007 DN28                | 17 febbraio 2007 | Spacewatch           |
| 199814 -         | 2007 DD33                | 17 febbraio 2007 | Spacewatch           |
| 199815 -         | 2007 DL34                | 17 febbraio 2007 | Spacewatch           |
| 199816 -         | 2007 DR36                | 17 febbraio 2007 | Spacewatch           |
| 199817 -         | 2007 DY49                | 16 febbraio 2007 | CSS                  |
| 199818 -         | 2007 DG53                | 19 febbraio 2007 | Mount Lemmon Survey  |
| 199819 -         | 2007 DU53                | 19 febbraio 2007 | Mount Lemmon Survey  |
| 199820 -         | 2007 DF71                | 21 febbraio 2007 | Spacewatch           |
| 199821 -         | 2007 DA83                | 23 febbraio 2007 | CSS                  |
| 199822 -         | 2007 DJ85                | 21 febbraio 2007 | LINEAR               |
| 199823 -         | 2007 DL97                | 23 febbraio 2007 | Spacewatch           |
| 199824 -         | 2007 DO97                | 23 febbraio 2007 | Spacewatch           |
| 199825 -         | 2007 DX97                | 23 febbraio 2007 | Spacewatch           |
| 199826 -         | 2007 DB105               | 23 febbraio 2007 | Mount Lemmon Survey  |
| 199827 -         | 2007 DE105               | 23 febbraio 2007 | Mount Lemmon Survey  |
| 199828 -         | 2007 DK105               | 27 febbraio 2007 | Spacewatch           |
| 199829 -         | 2007 DL112               | 25 febbraio 2007 | Mount Lemmon Survey  |
| 199830 -         | 2007 EH8                 | 9 marzo 2007     | NEAT                 |
| 199831 -         | 2007 EA15                | 9 marzo 2007     | Mount Lemmon Survey  |
| 199832 -         | 2007 EX20                | 10 marzo 2007    | Spacewatch           |
| 199833 -         | 2007 EP23                | 10 marzo 2007    | Mount Lemmon Survey  |
| 199834 -         | 2007 EG24                | 10 marzo 2007    | Mount Lemmon Survey  |
| 199835 -         | 2007 EK25                | 10 marzo 2007    | Mount Lemmon Survey  |
| 199836 -         | 2007 EE27                | 12 marzo 2007    | Ries, W.             |
| 199837 -         | 2007 EC30                | 9 marzo 2007     | Spacewatch           |
| 199838 Hafili    | 2007 EY38                | 11 marzo 2007    | Ory, M.              |
| 199839 -         | 2007 ER45                | 9 marzo 2007     | Spacewatch           |
| 199840 -         | 2007 EB47                | 9 marzo 2007     | Spacewatch           |
| 199841 -         | 2007 EC47                | 9 marzo 2007     | Spacewatch           |
| 199842 -         | 2007 EE47                | 9 marzo 2007     | Spacewatch           |
| 199843 -         | 2007 EX53                | 11 marzo 2007    | Mount Lemmon Survey  |
| 199844 -         | 2007 EX63                | 10 marzo 2007    | Spacewatch           |
| 199845 -         | 2007 EN71                | 10 marzo 2007    | Spacewatch           |
| 199846 -         | 2007 EY71                | 10 marzo 2007    | Spacewatch           |
| 199847 -         | 2007 EJ75                | 10 marzo 2007    | Spacewatch           |
| 199848 -         | 2007 EK75                | 10 marzo 2007    | Spacewatch           |
| 199849 -         | 2007 EB76                | 10 marzo 2007    | Spacewatch           |
| 199850 -         | 2007 EC79                | 10 marzo 2007    | Spacewatch           |
| 199851 -         | 2007 ER79                | 10 marzo 2007    | Spacewatch           |
| 199852 -         | 2007 EB80                | 10 marzo 2007    | NEAT                 |
| 199853 -         | 2007 EP83                | 12 marzo 2007    | Spacewatch           |
| 199854 -         | 2007 EL86                | 13 marzo 2007    | Spacewatch           |
| 199855 -         | 2007 EO87                | 13 marzo 2007    | Mount Lemmon Survey  |
| 199856 -         | 2007 ER91                | 10 marzo 2007    | Spacewatch           |
| 199857 -         | 2007 EC97                | 10 marzo 2007    | Mount Lemmon Survey  |
| 199858 -         | 2007 EW97                | 11 marzo 2007    | CSS                  |
| 199859 -         | 2007 EB101               | 11 marzo 2007    | Spacewatch           |
| 199860 -         | 2007 EP113               | 12 marzo 2007    | Spacewatch           |
| 199861 -         | 2007 EG117               | 13 marzo 2007    | Mount Lemmon Survey  |
| 199862 -         | 2007 EY118               | 13 marzo 2007    | Mount Lemmon Survey  |
| 199863 -         | 2007 EM119               | 13 marzo 2007    | Mount Lemmon Survey  |
| 199864 -         | 2007 EN119               | 13 marzo 2007    | Mount Lemmon Survey  |
| 199865 -         | 2007 ED133               | 9 marzo 2007     | Mount Lemmon Survey  |
| 199866 -         | 2007 EQ135               | 10 marzo 2007    | Mount Lemmon Survey  |
| 199867 -         | 2007 ES141               | 12 marzo 2007    | Spacewatch           |
| 199868 -         | 2007 EF145               | 12 marzo 2007    | Mount Lemmon Survey  |
| 199869 -         | 2007 EN165               | 15 marzo 2007    | Spacewatch           |
| 199870 -         | 2007 EP165               | 15 marzo 2007    | Mount Lemmon Survey  |
| 199871 -         | 2007 EG166               | 10 marzo 2007    | Mount Lemmon Survey  |
| 199872 -         | 2007 EP169               | 13 marzo 2007    | Spacewatch           |
| 199873 -         | 2007 EQ169               | 13 marzo 2007    | Spacewatch           |
| 199874 -         | 2007 ER171               | 11 marzo 2007    | Mount Lemmon Survey  |
| 199875 -         | 2007 EB196               | 15 marzo 2007    | CSS                  |
| 199876 -         | 2007 EE198               | 15 marzo 2007    | Mount Lemmon Survey  |
| 199877 -         | 2007 ES199               | 9 marzo 2007     | Spacewatch           |
| 199878 -         | 2007 EV202               | 9 marzo 2007     | Spacewatch           |
| 199879 -         | 2007 EJ213               | 9 marzo 2007     | Mount Lemmon Survey  |
| 199880 -         | 2007 EP213               | 9 marzo 2007     | Spacewatch           |
| 199881 -         | 2007 ER213               | 9 marzo 2007     | Spacewatch           |
| 199882 -         | 2007 EZ213               | 11 marzo 2007    | Mount Lemmon Survey  |
| 199883 -         | 2007 ES214               | 15 marzo 2007    | Spacewatch           |
| 199884 -         | 2007 EP218               | 10 marzo 2007    | Spacewatch           |
| 199885 -         | 2007 ED220               | 13 marzo 2007    | Mount Lemmon Survey  |
| 199886 -         | 2007 FH                  | 16 marzo 2007    | LINEAR               |
| 199887 -         | 2007 FF10                | 16 marzo 2007    | Spacewatch           |
| 199888 -         | 2007 FW11                | 17 marzo 2007    | Spacewatch           |
| 199889 -         | 2007 FM19                | 20 marzo 2007    | Mount Lemmon Survey  |
| 199890 -         | 2007 FT30                | 20 marzo 2007    | Mount Lemmon Survey  |
| 199891 -         | 2007 FG34                | 25 marzo 2007    | Mount Lemmon Survey  |
| 199892 -         | 2007 FO35                | 20 marzo 2007    | CSS                  |
| 199893 -         | 2007 FC37                | 26 marzo 2007    | Mount Lemmon Survey  |
| 199894 -         | 2007 FO37                | 26 marzo 2007    | Mount Lemmon Survey  |
| 199895 -         | 2007 FK38                | 29 marzo 2007    | NEAT                 |
| 199896 -         | 2007 FB39                | 28 marzo 2007    | Siding Spring Survey |
| 199897 -         | 2007 FO41                | 26 marzo 2007    | Mount Lemmon Survey  |
| 199898 -         | 2007 FD42                | 26 marzo 2007    | Mount Lemmon Survey  |
| 199899 -         | 2007 GV                  | 6 aprile 2007    | NEAT                 |
| 199900 Brunoganz | 2007 GA1                 | 8 aprile 2007    | a Casulli, V. S.     |

## 199901-200000
| Nome                  | Designazione provvisoria | Data di scoperta | Scopritore              |
| --------------------- | ------------------------ | ---------------- | ----------------------- |
| 199901 -              | 2007 GG5                 | 12 aprile 2007   | Bickel, W.              |
| 199902 -              | 2007 GC9                 | 7 aprile 2007    | CSS                     |
| 199903 -              | 2007 GO14                | 11 aprile 2007   | Spacewatch              |
| 199904 -              | 2007 GW14                | 11 aprile 2007   | CSS                     |
| 199905 -              | 2007 GN16                | 11 aprile 2007   | Spacewatch              |
| 199906 -              | 2007 GS16                | 11 aprile 2007   | Spacewatch              |
| 199907 -              | 2007 GB17                | 11 aprile 2007   | Spacewatch              |
| 199908 -              | 2007 GK17                | 11 aprile 2007   | Spacewatch              |
| 199909 -              | 2007 GY18                | 11 aprile 2007   | Spacewatch              |
| 199910 -              | 2007 GM19                | 11 aprile 2007   | Spacewatch              |
| 199911 -              | 2007 GH20                | 11 aprile 2007   | Spacewatch              |
| 199912 -              | 2007 GO21                | 11 aprile 2007   | Mount Lemmon Survey     |
| 199913 -              | 2007 GO22                | 11 aprile 2007   | Mount Lemmon Survey     |
| 199914 -              | 2007 GW22                | 11 aprile 2007   | Mount Lemmon Survey     |
| 199915 -              | 2007 GC23                | 11 aprile 2007   | Mount Lemmon Survey     |
| 199916 -              | 2007 GN23                | 11 aprile 2007   | Spacewatch              |
| 199917 -              | 2007 GL26                | 14 aprile 2007   | Spacewatch              |
| 199918 -              | 2007 GO26                | 14 aprile 2007   | Spacewatch              |
| 199919 -              | 2007 GJ27                | 14 aprile 2007   | Spacewatch              |
| 199920 -              | 2007 GC28                | 15 aprile 2007   | Spacewatch              |
| 199921 -              | 2007 GS29                | 12 aprile 2007   | Siding Spring Survey    |
| 199922 -              | 2007 GX31                | 11 aprile 2007   | Siding Spring Survey    |
| 199923 -              | 2007 GU33                | 11 aprile 2007   | Mount Lemmon Survey     |
| 199924 -              | 2007 GC34                | 13 aprile 2007   | Siding Spring Survey    |
| 199925 -              | 2007 GZ35                | 14 aprile 2007   | Spacewatch              |
| 199926 -              | 2007 GG36                | 14 aprile 2007   | Spacewatch              |
| 199927 -              | 2007 GO36                | 14 aprile 2007   | Spacewatch              |
| 199928 -              | 2007 GB37                | 14 aprile 2007   | Spacewatch              |
| 199929 -              | 2007 GG37                | 14 aprile 2007   | Spacewatch              |
| 199930 -              | 2007 GA39                | 14 aprile 2007   | Spacewatch              |
| 199931 -              | 2007 GJ40                | 14 aprile 2007   | Spacewatch              |
| 199932 -              | 2007 GL40                | 14 aprile 2007   | Spacewatch              |
| 199933 -              | 2007 GV40                | 14 aprile 2007   | Spacewatch              |
| 199934 -              | 2007 GR45                | 14 aprile 2007   | Spacewatch              |
| 199935 -              | 2007 GB48                | 14 aprile 2007   | Spacewatch              |
| 199936 -              | 2007 GO49                | 15 aprile 2007   | Spacewatch              |
| 199937 -              | 2007 GU49                | 15 aprile 2007   | LINEAR                  |
| 199938 -              | 2007 GD51                | 15 aprile 2007   | Spacewatch              |
| 199939 -              | 2007 GU51                | 15 aprile 2007   | Spacewatch              |
| 199940 -              | 2007 GD59                | 15 aprile 2007   | Spacewatch              |
| 199941 -              | 2007 GD61                | 15 aprile 2007   | Spacewatch              |
| 199942 -              | 2007 GQ65                | 15 aprile 2007   | Spacewatch              |
| 199943 -              | 2007 GO67                | 15 aprile 2007   | Spacewatch              |
| 199944 -              | 2007 GM73                | 15 aprile 2007   | CSS                     |
| 199945 -              | 2007 GC75                | 14 aprile 2007   | Spacewatch              |
| 199946 -              | 2007 HE2                 | 16 aprile 2007   | Mount Lemmon Survey     |
| 199947 Qaidam         | 2007 HR7                 | 16 aprile 2007   | PMO NEO Survey Program  |
| 199948 -              | 2007 HK9                 | 18 aprile 2007   | Spacewatch              |
| 199949 -              | 2007 HR15                | 21 aprile 2007   | Pises                   |
| 199950 Sierpc         | 2007 HK16                | 16 aprile 2007   | Charleston              |
| 199951 -              | 2007 HE24                | 18 aprile 2007   | LINEAR                  |
| 199952 -              | 2007 HZ25                | 18 aprile 2007   | Spacewatch              |
| 199953 Mingnaiben     | 2007 HK28                | 18 aprile 2007   | PMO NEO Survey Program  |
| 199954 -              | 2007 HP28                | 19 aprile 2007   | Mount Lemmon Survey     |
| 199955 -              | 2007 HD30                | 19 aprile 2007   | Mount Lemmon Survey     |
| 199956 -              | 2007 HK35                | 19 aprile 2007   | Spacewatch              |
| 199957 -              | 2007 HA38                | 20 aprile 2007   | Spacewatch              |
| 199958 -              | 2007 HT41                | 20 aprile 2007   | Spacewatch              |
| 199959 -              | 2007 HJ44                | 23 aprile 2007   | Hönig, S. F., Teamo, N. |
| 199960 -              | 2007 HZ47                | 20 aprile 2007   | Spacewatch              |
| 199961 -              | 2007 HF48                | 20 aprile 2007   | Spacewatch              |
| 199962 -              | 2007 HB50                | 20 aprile 2007   | Spacewatch              |
| 199963 -              | 2007 HD52                | 20 aprile 2007   | Spacewatch              |
| 199964 -              | 2007 HQ53                | 20 aprile 2007   | LUSS                    |
| 199965 -              | 2007 HG65                | 22 aprile 2007   | CSS                     |
| 199966 -              | 2007 HL65                | 22 aprile 2007   | CSS                     |
| 199967 -              | 2007 HG67                | 23 aprile 2007   | Spacewatch              |
| 199968 -              | 2007 HE68                | 23 aprile 2007   | Spacewatch              |
| 199969 -              | 2007 HV72                | 22 aprile 2007   | Spacewatch              |
| 199970 -              | 2007 HE75                | 22 aprile 2007   | Spacewatch              |
| 199971 -              | 2007 HA76                | 22 aprile 2007   | Spacewatch              |
| 199972 -              | 2007 HC84                | 27 aprile 2007   | Spacewatch              |
| 199973 -              | 2007 HX85                | 24 aprile 2007   | Spacewatch              |
| 199974 -              | 2007 HY89                | 19 aprile 2007   | Mount Lemmon Survey     |
| 199975 -              | 2007 HG90                | 20 aprile 2007   | Spacewatch              |
| 199976 -              | 2007 JR                  | 7 maggio 2007    | Mount Lemmon Survey     |
| 199977 -              | 2007 JB1                 | 7 maggio 2007    | Spacewatch              |
| 199978 -              | 2007 JZ1                 | 7 maggio 2007    | CSS                     |
| 199979 -              | 2007 JS4                 | 7 maggio 2007    | CSS                     |
| 199980 -              | 2007 JN5                 | 9 maggio 2007    | Mount Lemmon Survey     |
| 199981 -              | 2007 JQ12                | 7 maggio 2007    | CSS                     |
| 199982 -              | 2007 JG13                | 8 maggio 2007    | LONEOS                  |
| 199983 -              | 2007 JJ13                | 8 maggio 2007    | LUSS                    |
| 199984 -              | 2007 JP16                | 7 maggio 2007    | Spacewatch              |
| 199985 -              | 2007 JG17                | 7 maggio 2007    | Spacewatch              |
| 199986 Chervone       | 2007 JD21                | 9 maggio 2007    | Andrushivka             |
| 199987 -              | 2007 JL21                | 12 maggio 2007   | Hönig, S. F., Teamo, N. |
| 199988 -              | 2007 JM21                | 12 maggio 2007   | Hönig, S. F., Teamo, N. |
| 199989 -              | 2007 JK23                | 7 maggio 2007    | CSS                     |
| 199990 -              | 2007 JT23                | 8 maggio 2007    | LONEOS                  |
| 199991 Adriencoffinet | 2007 JX24                | 9 maggio 2007    | Mount Lemmon Survey     |
| 199992 -              | 2007 JW25                | 9 maggio 2007    | Spacewatch              |
| 199993 -              | 2007 JP27                | 9 maggio 2007    | Spacewatch              |
| 199994 -              | 2007 JJ29                | 10 maggio 2007   | Mount Lemmon Survey     |
| 199995 -              | 2007 JV33                | 12 maggio 2007   | Mount Lemmon Survey     |
| 199996 -              | 2007 JA34                | 9 maggio 2007    | Mount Lemmon Survey     |
| 199997 -              | 2007 JB36                | 11 maggio 2007   | CSS                     |
| 199998 -              | 2007 JU39                | 11 maggio 2007   | Siding Spring Survey    |
| 199999 -              | 2007 JZ39                | 12 maggio 2007   | Mount Lemmon Survey     |
| 200000 Danielparrott  | 2007 JT40                | 12 maggio 2007   | Mount Lemmon Survey     |